# Renault Mégane
Renault Megane este un model de mașină compactă  produs de constructorul francez de automobile Renault. Prima variantă a fost lansată în anul 1995, iar astăzi este disponibil în mai multe variante de caroserie hatchback (cu 3 sau 5 uși), sedan, coupé, decapotabilă și station wagon.

## Prima generație (X64; 1995)

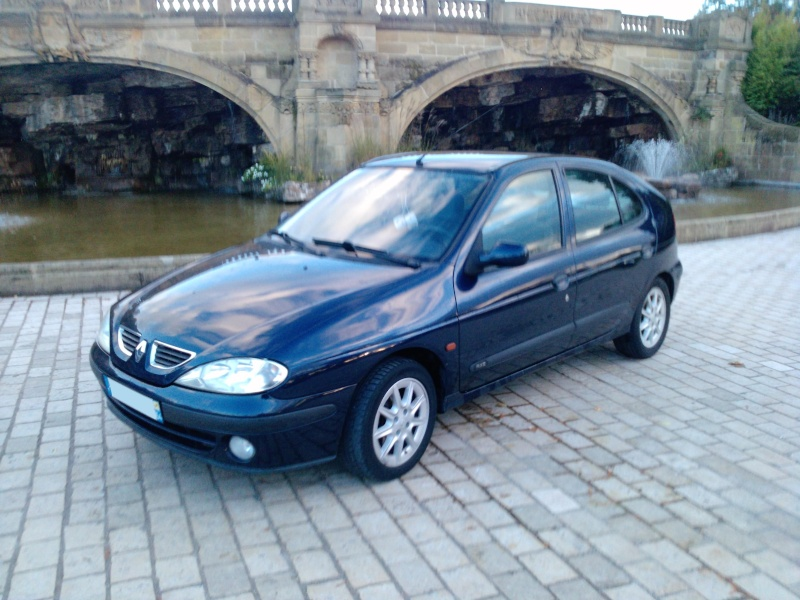
Renault Mégane I

Megane I a fost lansat în 1995 ca înlocuitor al lui Renault 19. Mașina a fost o reîntruchipare al lui Renault 19 folosind o variantă îmbunătățită a motoarelor, transmisiei, designului șasiului acestuia. Luând numele de la conceptul Megane prezentat în 1988, Megane s-a bucurat de designul lui Patrick Le Quément, cel care a proiectat Renault Laguna. În 1997 Renault a lansat Scenic bazat pe platforma lui Megane.

## A doua generație (2002)
Mégane II a fost lansat în 2002, și a marcat un start complet nou. Cele două mașini având extrem de puține asemănări, designul folosit la Megane II fiind similar cu cel folosit de Renault la automobilul Avantime. Incredibilul succes al lui Mégane în Europa a dovedit că noul stil folosit de Renault este cheia succesului și a dovedit că neatingerea unui număr mare de vânzări al lui Avantime a fost din cauza plasării sale într-un loc nepotrivit pe piață, și nu din cauza designului folosit de acesta . Noul Mégane a fost votat mașina anului în 2003 în Europa (European Car of the Year in 2003), și a acumulat maximul de 5 stele la testele de siguranță EuroNCAP[2], fiind prima mașină compactă care să reușească acest punctaj.
Farurile cu xenon de care dispune Mégane Bicorp, cu înălțime adaptabilă și sistem de spălare, oferă o lumină puternică, apropiată de cea a zilei. Vizibilitatea este ameliorată în egală măsură în condiții de ceață sau ploaie, datorită proiectoarelor de ceață.
În cazul frânării de urgență, aprinderea luminilor de avarie se face instantaneu.
Sistemul de Supraveghere a Presiunii în Pneuri semnalează pe tabloul de bord prezența unei presiuni inadecvate sau a unei pene de cauciuc.
ABS-ul, dotat cu repartitor electronic al frânării EBV și asistență la frânarea de urgență AFU, exploatează toată puterea și eficiența sistemului de frânare a modelului Mégane care, astfel, face o aderență foarte bună cu suprafața de rulare.
Astfel, în situații neprevăzute, păstrați controlul deplin asupra vehiculului.
Mégane II și Laguna au fost singurele mașini care au oferit o grămadă de tehnologii inovatoare introduse de Renault în perioada 2001-2003;printre acestea numărându-se pornirea cu cartelă la apăsarea unui buton(Renault Card keyless ignition system),sistem oferit standard pentru toate  Mégane II,această formulă a fost foarte îndrăgită și inovatoare care a fost apoi preluată și de alți constructori. Similar, opțiunea unui tavan de sticlă cu vedere panoramică este o altă idee inovatoare Renault care apoi a fost preluată și de alții.
În Brazila, Renault a lansat o versiune flex benzină, numita "Hi-Flex", care poate funcționa pe benzină fără plumb sau pe etanol.Datorită unui modul electric asemănător versiunilor braziliene de la Scenic și Clio ,Megane poate rula pe orice combinație între benzină și etanol. Versiunea flex folosește un 16V 110CP (115CP cu ethanol) 1.6-litri motor dezvoltat și produs în Brazilia, dar versiunea de 2.0-litri nu permite folosirea etanolului ,pentru că acesta este dezvoltat și produs în Franța.
RenaultSport (RS) versiune de 3-uși 5-uși hatchback, echipat cu un motor de 2 litri supralimentat care produce 225 CP. Împreună cu motorul s-au făcut schimbări la suspensiile din față și spate pentru a îmbunătăți manevrabilitatea mașinii , mașina fiind mai lată și mai joasă în față. Mégane Renault Sport concurează în segmentul hot hatch al pieței.
La fel ca la Megane-ul precedent, varietatea modelelor este foarte variată și complexă; există un hatchback cu 3 sau 5 uși, numit "Sport Hatch" și "Hatch" respectiv, un saloon/sedan cu 4 uși, versiune break cu 5 uși, și pentru a înlocui Megane Coupe și Megane Convertible un nou Megane CC (Coupé-Cabriolet) cu acoperiș metalic cu inserție de sticlă.
Megane CC (Coupé-Cabriolet) folosește o nouă inovație ,acoperiș cu inserție de sticlă construit de Karmann și a devenit un adevărat cult având numeroase cluburi ale proprietarilor . Deși împotriva altor constructori care își lansează propriile CC-uri,  Mégane este în continuare considerat cel mai atractiv atât cu acoperișul lăsat cât și cu el ridicat.

### Facelift (2006–2008)
Modelul a fost revizuit în 2006, beneficiind de schimbări la interior și, cel mai notabil, un nou bot și un nou sistem de suspensii.

### Vânzări
În primul an, Mégane II a avut vânzări record în Franța, cu 198.000 automobile vândute numai în 2003. S-a vândut foarte bine și în Marea Britanie, ajungând printre cele mai populare mașini între anii 2004-2006.

## A treia generație (2008)
A treia generație Mégane a fost lansată în octombrie 2008, pentru a ține pasul cu rivalii.

## A patra generație (2016)
În 2015, Renault Megane a ajuns la a patra generație.